# Thibaut Monnet
Thibaut Monnet (Martigny, 2 febbraio 1982) è un ex hockeista su ghiaccio svizzero professionista che giocava nel ruolo di ala destra.

## Carriera

### Club
Thibaut Monnet cominciò la propria carriera tra le file dell'HC Martigny, club della LNB con il quale giocò dal 1997 al 1999. Dopodiché passò in LNA, giocando nel Lausanne Hockey Club e nel Hockey Club La Chaux-de-Fonds. In entrambi i club giocò per un anno soltanto, nel periodo tra il 1999 e il 2001. Nel 2002 si accasò per due stagioni con l'Hockey Club Fribourg-Gottéron, e nel 2004 per altre due stagioni con l'SCL Tigers.
Dopo queste ultime due stagioni cambiò nuovamente formazione, firmando per un anno con l'SC Bern nella stagione 2005-06 e giocando per un altro anno nell'Hockey Club Fribourg-Gottéron, nella stagione 2006-07. Dopo questo lungo peregrinare tra i vari club svizzeri, nella stagione 2007-08 arrivò allo ZSC Lions, suo club attuale. Alla sua prima stagione con i Lions vinse il campionato svizzero, mentre nella stagione seguente vinse la prima edizione della Champions Hockey League.
Dalla stagione 2013-2014 Monnet fece ritorno all'Hockey Club Fribourg-Gottéron con un contratto dal valore triennale. Nell'aprile del 2015 firmò un contratto con l'HC Ambrì-Piotta.

### Nazionale
Thibaut Monnet prese parte al Campionato Mondiale U18 nel 1999 e 2000. Partecipò inoltre al Campionato Mondiale U20 nel 2001 e 2002.
Dal 2007 difende i colori della nazionale maggiore, con la quale ha disputato il Campionato Mondiale nelle edizioni 2007, 2008, 2009, 2010, 2011 e 2012. In occasione del mondiale del 2013 conquistò la medaglia d'argento, la prima in carriera.

## Palmarès

### Club
- Campionato svizzero: 2

 ZSC Lions: 2008-2009; 2011-2012
- Champions Hockey League: 1

 ZSC Lions: 2008-2009
- Victoria Cup: 1

 ZSC Lions: 2009